# Narathura chota
Narathura chota är en fjärilsart som beskrevs av Evans 1957. Narathura chota ingår i släktet Narathura och familjen juvelvingar. Inga underarter finns listade i Catalogue of Life.